# 鄭杜
鄭杜（越南语：／，？—1628年），越南黎中興朝第1代郑主世祖郑检的儿子，第3代郑主成祖鄭松的弟弟。

## 生平
郑杜之母名黎氏玉珠，绍天府瑞原县人，祖先是黎朝开国功臣黎来。
黎英宗正治十四年（1571年）二月，帝論功行封，加左相長郡公鄭松爲太尉、長國公，又拜左相弟鄭杜爲少保、福演侯。黎世宗嘉泰元年（1573年），黎世宗刚刚即位，封左相太尉長國公鄭松爲都將，節制各處水歩諸營，兼總內外平章軍國重事。以太傅仁國公武公紀爲右相，榮郡公黄廷愛、潮郡公武師鑠、陽郡公阮有僚等爲太傅，鄭杜爲太保、岸郡公。
嘉泰三年（1575年）八月，鄭松命太傅潮郡公武師鑠、陽郡公阮有僚等爲先鋒前隊，太傅衞陽侯鄭栢、永壽侯鄭桐、廣延侯鄭槔爲左隊，太傅文鋒侯鄭永紹、太傅岸郡公鄭杜、良郡公、榜郡公宋德位爲右隊，麟郡公何壽祿等爲後隊，进攻莫朝莫敬典。光兴五年（1582年）以鄭杜爲南軍都督府左都督。光兴十年（1587年）十一月，鄭松派太傅陽郡公阮有僚、太保鄭杜與少保鄭桐、鄭檸等各領兵從左路出，與莫朝莫玉璨的军队相持據守。光兴十二年（1589年）十月，莫朝莫敦讓與後黎朝會戰，鄭松差鄭杜，鄭桐，鄭檸領兵斷後。
光兴十四年（1591年）十二月，節制鄭松分爲五隊，一齊進發。第一隊：左區營，太傅陽郡公阮有僚、奇郡公鄭檸等領銳和忠義各營奇將士兵一萬爲先鋒前進。第二隊：右區營，太尉榮郡公黃廷愛、永郡公鄭桐等，象馬兵卒一萬。第三隊：前區營，太保岸郡公鄭杜，甲兵象馬一萬。第四隊：中區大營，鄭松親督中軍兵馬二萬。第五隊：麟郡公何壽祿、一郡公吳景祐等同總督粮兵，爲後軍。
光兴十五年（1592年）正月初六日，鄭松攻打昇龍城，前區營將鄭杜領中軍骑兵，瑞莊侯等合兵象一萬二千人，攻破夢撟，直進木橋門。十二月十七日，節制鄭松命太尉黃廷愛，太保鄭杜，鄭桐，鄭檸等，督諸營步兵象馬進討莫敬止。光兴十六年（1593年），論功行賞，加黃廷愛爲右相太尉榮國公，阮有僚爲太尉陽國公，鄭杜爲太傅，鄭桐、鄭樓都担任太保。光兴十七年（1594年）五月，派太傅鄭杜、太保鄭檸等統率太原將廉郡公，攻打太原莫朝永郡公。
光兴十九年（1596年）二月初五日，黎世宗率领右相黃廷愛、太尉阮潢、阮有僚、太傅鄭杜等諸將士兵象萬餘，到鎭南關和明朝会谈。光兴二十年（1597年）三月二十八日，黎世宗率领右相黃廷愛、太尉阮潢、阮有僚、太傅鄭杜及左右都督七八員，兵象五萬，至諒山鎭南關和明朝会谈。
光兴二十一年（1598年）十月十三日，鄭松派太傅鄭杜統領兵象及石郡公王珍、洮郡公陳震、太原總兵德澤侯賴世貴等將兵攻打太原镇莫朝余党。十一月，太傅鄭杜進兵，攻太原、通化、感化地方。鄭杜見戰不利，于是還兵。
黎神宗永祚五年（1623年），鄭松得病。六月十八日，郑松的次子郑椿发动兵变，纵火焚烧东都。郑松乘坐轿子逃出昇龙到达清池縣黃梅社館泊處，六月二十，鄭松病死。奉國公郑杜将郑椿骗至自己的军营，派人斷鄭椿脚足而死。郑杜和其子碩郡公还想诱杀郑松的长子郑梉，但郑梉知悉了郑杜的阴谋，出奔清化，挟持黎神宗而与叔父对抗，最终夺取了大权。
永祚十年（1628），太尉掌府事杨礼公郑杜卒，赠太宰，谥懿纯。